# Uarsceik
Uarsceik o Uarsciek (anche chiamata Warshiek, Uarsheikh, Warshiikh, Warsheekh, Warshek oppure in italiano anche assai più raramente Uarscèc, Uarsceic, Uarsceich, Uarsciech, Uarsciec, Uarscieck e Uarscek) è un villaggio nella regione somala di Medio Scebeli capitale dell'omonimo distretto situato a nord di Mogadiscio ed è un importante centro religioso per il popolo musulmano somalo dei Sufi. La maggior parte della popolazione è della sotto cabila Cel Cumar Galmax, che a sua volta appartiene alla sotto cabila Wabudhan del clan Abgal.
Lo tsunami del maremoto dell'oceano Indiano del 2004 ebbe un impatto negativo sull'economia di questo villaggio visto che diverse imbarcazioni da pesca andarono distrutte.
Durante l'epoca coloniale italiana, Uarsceik fu sede di "delegazione di spiaggia" del Regio Corpo delle capitanerie di porto.